# Taekwondo aux Jeux olympiques de la jeunesse d'été de 2010
Navigation
Édition suivante
Le taekwondo aux jeux olympiques de la jeunesse d'été de 2010 ont eu lieu au palais des congrès à Singapour.

## Agenda des compétitions
| Date    | Jour     | Temps | Détails        |
| ------- | -------- | ----- | -------------- |
| 15 août | Dimanche | 19:53 | -44 kg Filles  |
| 15 août | Dimanche | 20:09 | -48 kg Garçons |
| 16 août | Lundi    | 19:53 | -49 kg Filles  |
| 16 août | Lundi    | 20:09 | -55 kg Garçons |
| 17 août | Mardi    | 19:53 | -55 kg Filles  |
| 17 août | Mardi    | 20:09 | -63 kg garçons |
| 18 août | Mercredi | 19:53 | -63 kg Filles  |
| 18 août | Mercredi | 20:09 | -73 kg Garçons |
| 19 août | Jeudi    | 19:53 | +63 kg Filles  |
| 19 août | Jeudi    | 20:09 | +73 kg Garçons |

## Tableau des médailles
| Rang  | Nation       | Or | Argent | Bronze | Total |
| ----- | ------------ | -- | ------ | ------ | ----- |
| 1     | Corée du Sud | 3  | 0      | 0      | 3     |
| 2     | Chine        | 2  | 0      | 0      | 2     |
| 3     | Iran         | 1  | 1      | 0      | 2     |
| 3     | Russie       | 1  | 1      | 0      | 2     |
| 5     | Royaume-Uni  | 1  | 0      | 0      | 1     |
| 5     | Israël       | 1  | 0      | 0      | 1     |
| 5     | Thaïlande    | 1  | 0      | 0      | 1     |
| 8     | Mexique      | 0  | 1      | 1      | 2     |
| 8     | Ukraine      | 0  | 1      | 1      | 2     |
| 8     | Viêt Nam     | 0  | 1      | 1      | 2     |
| 11    | Allemagne    | 0  | 2      | 0      | 2     |
| 12    | Jordanie     | 0  | 1      | 1      | 2     |
| 13    | Kazakhstan   | 0  | 1      | 0      | 1     |
| 13    | Portugal     | 0  | 1      | 0      | 1     |
| 15    | Canada       | 0  | 0      | 2      | 2     |
| 15    | France       | 0  | 0      | 2      | 2     |
| 15    | Singapour    | 0  | 0      | 2      | 2     |
| 15    | Turquie      | 0  | 0      | 2      | 2     |
| 15    | États-Unis   | 0  | 0      | 2      | 2     |
| 20    | Argentine    | 0  | 0      | 1      | 1     |
| 20    | Cuba         | 0  | 0      | 1      | 1     |
| 20    | Liban        | 0  | 0      | 1      | 1     |
| 20    | Espagne      | 0  | 0      | 1      | 1     |
| 20    | Suède        | 0  | 0      | 1      | 1     |
| 20    | Tadjikistan  | 0  | 0      | 1      | 1     |
| Total | Total        | 10 | 10     | 20     | 40    |

## Compétitions

### Compétitions garçons
| Événement      | Or              | Argent             | Bronze            |
| -------------- | --------------- | ------------------ | ----------------- |
| 48 kg garçons  | Gili Haimovitz  | Mohammad Soleimani | Gregory English   |
| 48 kg garçons  | Gili Haimovitz  | Mohammad Soleimani | Lucas Guzman      |
| 55 kg garçons  | Kaveh Rezaei    | Nursultan Mamayev  | Daryl Tan         |
| 55 kg garçons  | Kaveh Rezaei    | Nursultan Mamayev  | Nguyen Quoc Cuong |
| 63 kg garçons  | Seo Byeong Deok | Mário Silva        | Alejandro Valdés  |
| 63 kg garçons  | Seo Byeong Deok | Mário Silva        | Berkcan Süngü     |
| 73 kg garçons  | Kim Jin-Hak     | Aliaskhab Sirazhov | Maksym Dominishyn |
| 73 kg garçons  | Kim Jin-Hak     | Aliaskhab Sirazhov | Michel Samaha     |
| +73 kg garçons | Liu Chang       | Ibrahim Ahmadsei   | Yazan Al-Sadeq    |
| +73 kg garçons | Liu Chang       | Ibrahim Ahmadsei   | Stefan Bozalo     |

### Compétition filles
| Événement     | Or                 | Argent            | Bronze                |
| ------------- | ------------------ | ----------------- | --------------------- |
| 44 kg filles  | Anastasia Valueva  | Iryna Romoldanova | Şeyma Tuncer          |
| 44 kg filles  | Anastasia Valueva  | Iryna Romoldanova | Shukrona Sharifova    |
| 49 kg filles  | Worawong Pongpanit | Dana Touran       | Jessie Bates          |
| 49 kg filles  | Worawong Pongpanit | Dana Touran       | Melanie Phan          |
| 55 kg filles  | Jade Jones         | Nguyen Thanh Thao | Jennifer Agren        |
| 55 kg filles  | Jade Jones         | Nguyen Thanh Thao | Shafinas Abdul Rahman |
| 63 kg filles  | Jeon Soo-Yeon      | Antonia Katheder  | Nagore Irigoien       |
| 63 kg filles  | Jeon Soo-Yeon      | Antonia Katheder  | Samantha Silvestri    |
| +63 kg filles | Zheng Shuyin       | Briseida Acosta   | Yuleimi Abreu         |
| +63 kg filles | Zheng Shuyin       | Briseida Acosta   | Faiza Taoussara       |